# Agenda (Wisconsin)
Agenda è un centro abitato (town) degli Stati Uniti d'America situato nella contea di Ashland nello Stato del Wisconsin. La popolazione era di 422 persone al censimento del 2000. Le comunità incorporate di Holts Landing e Petes Landing si trovano nella città.

## Geografia fisica
Secondo lo United States Census Bureau, ha un'area totale di 89,5 miglia quadrate (231,9 km²).

## Società

### Evoluzione demografica
Secondo il censimento del 2000, c'erano 422 persone.

### Etnie e minoranze straniere
Secondo il censimento del 2000, la composizione etnica della città era formata dal 98,83% di bianchi, lo 0,19% di afroamericani, lo 0,19% di nativi americani, e lo 0,78% di due o più etnie.